# Apollinaris Tholus
L'Apollinaris Tholus è una struttura geologica della superficie di Marte.